# David Mountbatten, 3.º Marquês de Milford Haven
David Michael Mountbatten, 3.º Marquês de Milford Haven (12 de maio de 1919 — 14 de abril de 1970), estilizado Visconde Alderney antes de 1921 e Conde de Medina entre 1921 e 1938, foi o único filho de George Mountbatten, 2.º Marquês de Milford Haven, e de Nadejda de Torby.
Primo-irmão e amigo do príncipe Filipe da Grécia, mais tarde Duque de Edimburgo, ele serviu como padrinho do casamento entre o príncipe e a princesa Isabel, mais tarde rainha Isabel II.
Lord Milford Haven casou-se pela primeira vez com Romaine Dahlgren Pierce (17 de julho de 1923 — 15 de fevereiro de 1975), filha de Ulric Dahlgren Pierce e  Margaret Knickerbocker Clark, em 4 de fevereiro de 1950, em Washington D.C., EUA. Eles se divorciaram em 1954, no México.
A 17 de novembro de 1960, desposou Janet Mercedes Bryce (29 de setembro de 1937), filha do major Francis Bryce e de Gladys Jean Mosley, na Igreja de St. Andrew, Londres. Eles tiveram dois filhos juntos:
1. George Mountbatten, 4.º Marquês de Milford Haven, 6 de junho de 1961.
2. Ivar Mountbatten, 9 de março de 1963.

Ele morreu de ataque cardíaco aos cinqüenta anos, no dia 14 de abril de 1970, em Waterloo Railway Station, Londres. Seu corpo está enterrado na Igreja de Whippingham, Whippingham, Ilha de Wight.

## Títulos
- Visconde Alderney (1919-1921)
- Conde de Medina (1921-1938)
- The Most Hon. O Marquês de Milford Haven (1938-1970)